# 2014-es labdarúgó-világbajnokság-selejtező (AFC – 1. forduló)
A 2014-es labdarúgó-világbajnokság ázsiai selejtezőjének 1. fordulójának mérkőzéseit tartalmazó lapja.

## Lebonyolítás
Az első fordulóban a 16 legalacsonyabban rangsorolt válogatott vett részt. 8 párosítást sorsoltak, a csapatok oda-visszavágós rendszerben mérkőztek meg. A párosítások győztesei jutottak tovább a második fordulóba.

## Sorsolás
A csapatokat két kalapba osztották. Az „A kalapba” a rangsor 28–35. helyezettjei, a „B kalapba” a 36-43. helyezettjei kerültek. Az első forduló sorsolását 2011. március 30-án tartották Kuala Lumpurban, Malajziában.
| A kalap                                                                                 | B kalap                                                                                  |
| --------------------------------------------------------------------------------------- | ---------------------------------------------------------------------------------------- |
| Malajzia · Afganisztán · Kambodzsa · Nepál · Banglades · Srí Lanka · Vietnám · Mongólia | Pakisztán · Palesztina · Kelet-Timor · Makaó · Tajvan · Mianmar · Fülöp-szigetek · Laosz |

## Párosítások
| 1. csapat   | Össz.Tooltip Aggregate score | 2. csapat      | 1. mérk. | 2. mérk.   |
| ----------- | ---------------------------- | -------------- | -------- | ---------- |
| Malajzia    | 4–4 (i.g.)                   | Tajvan         | 2–1      | 2–3        |
| Banglades   | 3–0                          | Pakisztán      | 3–0      | 0–0        |
| Kambodzsa   | 6–8                          | Laosz          | 4–2      | 2–6 (h.u.) |
| Srí Lanka   | 1–5                          | Fülöp-szigetek | 1–1      | 0–4        |
| Afganisztán | 1–3                          | Palesztina     | 0–2      | 1–1        |
| Vietnám     | 13–1                         | Makaó          | 6–0      | 7–1        |
| Nepál       | 7–1                          | Kelet-Timor    | 2–1      | 5–0        |
| Mongólia    | 1–2                          | Mianmar        | 1–0      | 0–2        |

## Mérkőzések
Az első mérkőzéseket 2011. június 29-én, a visszavágókat július 3-án játszották.
A kezdési időpontok helyi idő szerint értendők.
| 2011. június 29. 20:45 UTC+8 |

| Malajzia                   | 2–1               | Tajvan            |
| -------------------------- | ----------------- | ----------------- |
| Safiq 28' Aidil Zafuan 55' | (1–0) Jegyzőkönyv | Chen Po-liang 77' |

| Bukit Jalil Nemzeti Stadion, Kuala Lumpur Nézőszám: 45 000 Játékvezető: Chaiya Mahapab (thaiföldi) |

| 2011. július 3. 19:00 UTC+8 |

| Tajvan                                                            | 3–2               | Malajzia                |
| ----------------------------------------------------------------- | ----------------- | ----------------------- |
| Chang Han 31' Chen Po-liang 44' (11-esből) X. Chen 75' (11-esből) | (2–2) Jegyzőkönyv | Abd Radzak 8' Rahim 40' |

| Municipal Stadium, Tajpej Nézőszám: 16 768 Játékvezető: Võ Minh Trí (vietnámi) |

- 4–4-es összesítéssel, idegenben szerzett több góllal Malajzia jutott tovább a második fordulóba és Szingapúrral játszik.

| 2011. június 29. 18:00 UTC+6 |

| Banglades                     | 3–0               | Pakisztán |
| ----------------------------- | ----------------- | --------- |
| Ameli 1' Zahid 22' Razaul 56' | (2–0) Jegyzőkönyv |           |

| Bangabandhu Nemzeti Stadion, Dakka Nézőszám: 5326 Játékvezető: Mohammad Abu Loum (jordán) |

| 2011. július 3. 20:30 UTC+5 |

| Pakisztán | 0–0         | Banglades |
| --------- | ----------- | --------- |
|           | Jegyzőkönyv |           |

| Punjab Stadion, Lahor Nézőszám: 3500 Játékvezető: Ali Abdulnabi (bahreini) |

- 3–0-s összesítéssel Banglades jutott tovább a második fordulóba és Libanonnal játszik.

| 2011. június 29. 15:00 UTC+7 |

| Kambodzsa                                   | 4–2               | Laosz              |
| ------------------------------------------- | ----------------- | ------------------ |
| Laboravy 51' El Nasa 57' 88' Sokumpheak 67' | (0–1) Jegyzőkönyv | Phomsouvanh 9' 59' |

| Ho Si Minh Olimpiai Stadion, Ho Si Minh-város Nézőszám: 24 800 Játékvezető: Yadollah Jahanbazi (iráni) |

| 2011. július 3. 18:00 UTC+7 |

| Laosz                                                                      | 6–2 (h. u.)                 | Kambodzsa                  |
| -------------------------------------------------------------------------- | --------------------------- | -------------------------- |
| Singto 19' 55' Sayavutthi 31' Syphasay 47' Phaphouvanin 94' Sysomvang 112' | (2–1, 4–2, 5–2) Jegyzőkönyv | Chhoeun 45' Sokumpheak 75' |

| New Laos National Stadium, Vientián Nézőszám: 9000 Játékvezető: Ryuji Sato (japán) |

- 8–6-os összesítéssel Laosz jutott tovább a második fordulóba és Kínával játszik.

| 2011. június 29. 16:00 UTC+5:30 |

| Srí Lanka      | 1–1               | Fülöp-szigetek |
| -------------- | ----------------- | -------------- |
| Gunarathna 43' | (1–0) Jegyzőkönyv | Burkey 50'     |

| Sugathadasa Stadion, Colombo Nézőszám: 4000 Játékvezető: Tayeb Shamsuzzaman (bangladesi) |

| 2011. július 3. 15:30 UTC+8 |

| Fülöp-szigetek                                               | 4–0               | Srí Lanka       |
| ------------------------------------------------------------ | ----------------- | --------------- |
| Caligdong 19' P. Younghusband 43' 57' (11-esből) Guirado 51' | (2–0) Jegyzőkönyv | Dinesh 22′, 89′ |

| Rizal Memorial Stadium, Manila Nézőszám: 12 500 Játékvezető: Kim Sang-Woo (dél-koreai) |

- 5–1-es összesítéssel a Fülöp-szigetek jutott tovább a második fordulóba és Kuvaittal játszik.

| 2011. június 29. 16:00 UTC+5 |

| Afganisztán | 0–2               | Palesztina             |
| ----------- | ----------------- | ---------------------- |
|             | (0–1) Jegyzőkönyv | Alyan 28' Al-Amour 89' |

| Metallurg Stadion, Tursunzoda Nézőszám: 5000 Játékvezető: Naser Al Ghafary (jordán) |

| 2011. július 3. 17:00 UTC+3 |

| Palesztina | 1–1               | Afganisztán |
| ---------- | ----------------- | ----------- |
| Wadi 11'   | (1–0) Jegyzőkönyv | Arezou 63'  |

| Faisal Al-Husseini International Stadium, Al-Ram Nézőszám: 9000 Játékvezető: Banjar Al-Dosari (katari) |

- 3–1-es összesítéssel Palesztina jutott tovább a második fordulóba és Thaifölddel játszik.

| 2011. június 29. 19:15 UTC+7 |

| Vietnám                                                   | 6–0               | Makaó |
| --------------------------------------------------------- | ----------------- | ----- |
| Vinh 19' 36' 39' (11-esből) Lương 62' Thanh 67' Quyet 87' | (3–0) Jegyzőkönyv |       |

| Thong Nhat Stadion, Ho Si Minh-város Nézőszám: 20 000 Játékvezető: Dmitriy Mashentsev (kirgiz) |

| 2011. július 3. 19:00 UTC+8 |

| Makaó             | 1–7               | Vietnám                                                            |
| ----------------- | ----------------- | ------------------------------------------------------------------ |
| Leong Ka Hang 60' | (0–4) Jegyzőkönyv | Huỳnh Quang Thanh 3' 86' Nguyễn Quang Hải 24' Vinh 29' 43' 75' 82' |

| Estádio Campo Desportivo, Makaó Nézőszám: 500 Játékvezető: Kadhum Auda (iraki) |

- 13–1-es összesítéssel Vietnám jutott tovább a második fordulóba és Katarral játszik.

| 2011. június 29. 15:30 UTC+5:45 |

| Nepál                                                  | 2–1               | Kelet-Timor |
| ------------------------------------------------------ | ----------------- | ----------- |
| A. Gurung 14' (11-esből) J. M. Rai 71' Khawas 47′, 54′ | (1–0) Jegyzőkönyv | Juvitu 47'  |

| Dasarath Rangasala Stadion, Katmandu Nézőszám: 9000 Játékvezető: Ali Sabbagh (libanoni) |

| 2011. július 3. 15:30 UTC+5:45 |

| Kelet-Timor | 0–5               | Nepál                                                                            |
| ----------- | ----------------- | -------------------------------------------------------------------------------- |
|             | (0–1) Jegyzőkönyv | A. Gurung 3' (11-esből) Silwal 56' J. M. Rai 60' J. Shrestha 89' S. Shrestha 90' |

| Dasarath Rangasala Stadion, Kathmandu, Nepál Nézőszám: 15 000 Játékvezető: Lee Min-Hu (dél-koreai) |

- 7–1-es összesítéssel Nepál jutott tovább a második fordulóba és Jordániával játszik.

| 2011. június 29. 18:30 UTC+8 |

| Mongólia         | 1–0               | Mianmar       |
| ---------------- | ----------------- | ------------- |
| Khurelbaatar 48' | (0–0) Jegyzőkönyv | Ko Kyaw 90+3′ |

| MFF Football Centre, Ulánbátor Nézőszám: 3500 Játékvezető: Kim Jong-Hyeok (Dél-koreai) |

| 2011. július 3. 15:30 UTC+6:30 |

| Mianmar                       | 2–0               | Mongólia          |
| ----------------------------- | ----------------- | ----------------- |
| Pai Soe 61' Mai Aih Naing 85' | (0–0) Jegyzőkönyv | Olzvoi 43′, 90+1′ |

| Thuwunna Stadium, Yangon Nézőszám: 18 000 Játékvezető: Liu Kwok Man (hongkongi) |

- 2–1-es összesítéssel Mianmar jutott tovább a második fordulóba és Ománnal játszik.

## Gólszerzők
A 16 mérkőzésen 60 gól esett, átlagosan 3,75 gól mérkőzésenként.
7 gólos
| - Lê Công Vinh |

2 gólos
| - Sam El Nasa - Kouch Sokumpheak - Chen Po-liang - Manolom Phomsouvanh - Lamnao Singto | - Mohamad Aidil Abd Radzak - Safiq Rahim - Anil Gurung | - Ju Manu Rai - Phil Younghusband - Huỳnh Quang Thanh |

1 gólos
| - Balal Arezou - Jahid Hasan Ameli - Mohammed Zahid Hossain - Razaul Karim - Chhin Chhoeun - Khuon Laboravy - Chang Han - Xavier Chen - Visay Phaphouvanin - Khampheng Sayavutthi - Souliya Syphasay | - Kanlaya Sysomvang - Leong Ka Hang - Khurelbaataryn Tsend-Ayush - Mai Aih Naing - Pai Soe - Jagjit Shrestha - Sujal Shrestha - Bhola Silwal - Ismail Al-Amour - Murad Alyan - Husam Wadi | - Nate Burkey - Emelio Caligdong - Ángel Guirado - Chathura Gunarathna - Juvitu - Nguyễn Ngọc Thanh - Nguyễn Quang Hải - Nguyễn Văn Quyết - Phạm Thành Lương |